# Чеберячко, Евгений Александрович
Евге́ний Алекса́ндрович Чеберя́чко (укр. Євген Олександрович Чеберячко; род 19 июня 1983, Киев, Украинская ССР, СССР) — украинский футболист, защитник.

## Карьера
Воспитанник киевских ДЮСШ «АТЕК» и ДЮСШ «Динамо». В сезоне 2001/02 выступал во 2-й лиге за команду «Динамо-3», в течение 2002—2004 годов — в 1-й лиге за команды ЦСКА (Киев) и «Закарпатье».
В высшей лиге Чемпионата Украины дебютировал 20 июля 2004 года в матче «Закарпатье» — «Динамо» (Киев) (1:2).
В 2005 году перешёл в перволиговый харьковский «Арсенал», с которым вернулся в Высшую лигу уже в сезоне 2005/06 («Арсенал» в это время передал свои права ФК «Харьков»). В Высшей лиге чемпионата Украины провёл больше 100 матчей. 
После неудачного выступления в ФК «Харьков» в сезоне 2008/09 становится игроком «Днепра». Закрепившись в основном составе команды, провёл в клубе 8 лет. Стал вице-чемпионом Украины (2013/14), бронзовым призёром (2014/15, 2015/16).
Летом 2017 года стал игроком новосозданного СК «Днепр-1» за который сыграл всего 2 матча. 11 сентября 2017 Чеберячко завершил карьеру.

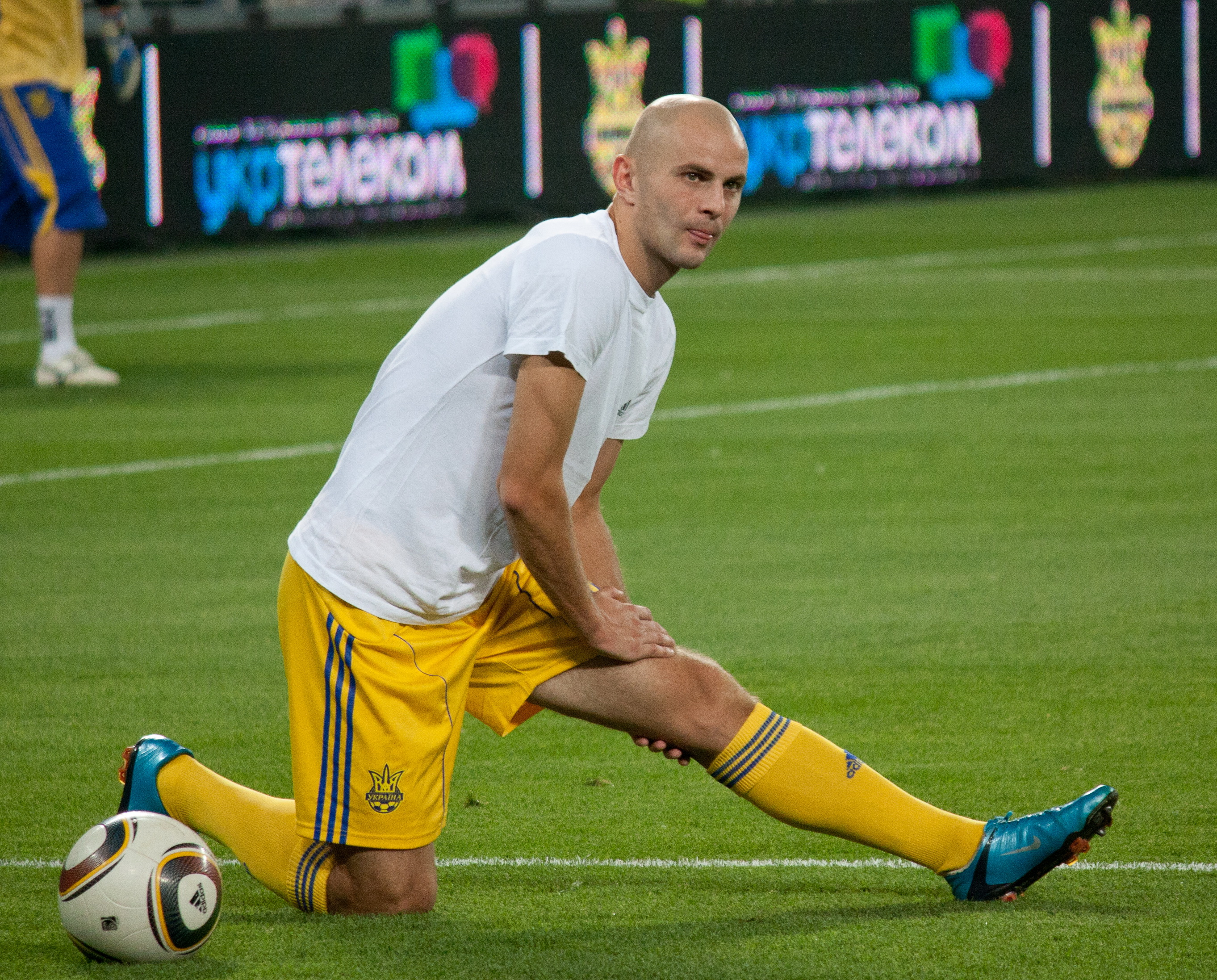
Чеберячко в сборной Украины

## Достижения
«Днепр»
- Финалист Лиги Европы УЕФА: 2014/15
- Серебряный призёр чемпионата Украины: 2013/14
- Бронзовый призёр чемпионата Украины: 2014/15, 2015/16

Сборная Украины
- Серебряный призёр молодёжного чемпионата Европы: 2006